# Gregor Stam
Gregor Stam (1962) es un deportista neerlandés que compitió en triatlón. Ganó dos medallas en el Campeonato Europeo de Triatlón de Larga Distancia, oro en 1985 y plata en 1986.

## Palmarés internacional
| Campeonato Europeo | Campeonato Europeo    | Campeonato Europeo | Campeonato Europeo |
| Año                | Lugar                 | Medalla            | Prueba             |
| ------------------ | --------------------- | ------------------ | ------------------ |
| 1985               | Almere (Países Bajos) | Medalla de oro     | Individual         |
| 1986               | Säter (Suecia)        | Medalla de plata   | Individual         |